# LGBT práva v Kansasu

Duhová mapa Kansasu

Lesby, gayové, bisexuálové a translidé se v americkém státě Kansas setkávají s právními komplikacemi neznámými pro většinové obyvatelstvo. Stejnopohlavní sexuální aktivita je v Kansasu legální.
Dvě žaloby, jedna u kansaského soudu a druhá u federálního, pojednávaly o ústavnosti státního zákazu stejnopohlavního manželství. 4. listopadu 2014 rozhodl distriktní soud, že kansaský zákaz stejnopohlavního manželství je neústavní. Stát se pokusil proti rozhodnutí odvolat, ale neúspěšně. Rozhodnutí nabylo účinnosti 12. listopadu 2014. Po rozhodnutí Nejvyššího soudu USA v kauze Obergefell vs. Hodges 26. června 2015 jsou všechny americké státy zavázány oddávat homosexuální páry. I přesto ale místní vláda pokračuje v odmítání uznávat stejnopohlavní manželství.

## Zákon týkající se stejnopohlavní sexuální aktivity
Nejvyšší soud USA svým rozhodnutím v kauze Lawrence vs. Texas v r. 2003 zrušil veškeré stávající platné zákony proti sodomii. Kansas spadal mezi ty americké státy, které je do tohoto data nezrušily. State vs. Limon byl první soudní případ posuzovaný podle precedentu Lawrence, který zrušil státní zákon Romeo a Julie (Romeo and Juliet law), který dává vyšší trestní sazbu pachatelům homosexuálního pohlavního zneužívání.

## Stejnopohlavní soužití

### Manželství
Stejnopohlavní manželství je v Kansasu plně legální po rozhodnutí Nejvyššího soudu USA v kauze Obergefell vs. Hodges 26. června 2015, které shledalo veškeré státní zákazy stejnopohlavního manželství neústavními. Od 29. června, následující pracovní den po rozhodnutí, 25 ze 32 soudních okresů oddává stejnopohlavní páry. Některé z nich ještě dosud nedostaly od homosexuálních párů žádost o sňatek. Kansas neuznával v předcházející dekádě jak stejnopohlavní manželství, tak ani jinou formu právní úpravy stejnopohlavních svazků. Kansas stejnopohlavní manželství nezakazoval jenom ve svých zákonech, ale i v ústavě.
Státní definice a zákazy byly předmětem několika soudních sporů. 7. října 2014 začali úředníci v Okresu Johnson oddávat homosexuální páry z důvodu odmítnutí Nejvyššího soudu zabývat se otázkou závaznosti utahského rozhodnutí na Kansas. Kansaský generální prokurátor na to zareagoval žalobou. Jednomu páru byla vydána licence o uzavřeném sňatku. K oficiálnímu obřadu došlo 10. října přímo na půdě soudu Okresu Johnson. 10. října 2014 vydal kansaský Nejvyšší soud prozatímní zákaz oddávání homosexuálních párů v okresu Johnson s tím, že úředníci smějí až do veřejného slyšení přijímat žádost o vydání licence. Slyšení bylo naplánované na 6. listopad.